# Rob Reckers
Rob Reckers, född den 29 augusti 1981 i Eindhoven, Nederländerna, är en nederländsk landhockeyspelare.
Han tog OS-silver i herrarnas landhockeyturnering i samband med de olympiska landhockeytävlingarna 2004 i Aten.